# NGC 7578/1
NGC 7578/1 је лентикуларна галаксија у сазвежђу Пегаз која се налази на NGC листи објеката дубоког неба.
Деклинација објекта је + 18° 42' 5" а ректасцензија 23h 17m 11,9s. Привидна величина (магнитуда) објекта NGC 7578 износи 13,9 а фотографска магнитуда 14,9. NGC 75781 је још познат и под ознакама NGC 7578A, UGC 12477, MCG 3-59-24, CGCG 454-22, VV 181, ARP 170, HCG 94B, HCG 94A, PGC 70933.